# Угрин-Безгрешный, Николай
Николай Угрин-Безгрешный (18 декабря 1883, Купятычи — 18 января 1960, Новый Ульм) — украинский поэт, писатель

 и дипломат.

## Биография
Окончил гимназию и философский факультет университета в Черновцах, много раз ездил на большую Украину. В 1914 г. привел из Рогатинской гимназии сотню своих выпускников и вступил с ними в легион УСС, затем в УГА, служил в 6-й дивизии. Был консулом УНР в Польше, в городе Станиславов, затем вернулся на фронт, где дослужился до сотника. В 1919 г. поднимал восстание против Румынии, сидел в Бухарестской тюрьме.

В период немецкой оккупации являлся главным редактором и издателем газеты «Рогатинское слово» (укр. "Рогатинське слово") в городе Рогатин. Так, 21 ноября 1941 газета писала: 
«Население сёл по обе стороны Збруча исключительно украинское, и надо добавить, национально сознательное. По городам естественно — встречается некоторый процент жидов, сегодня уже без сомнения уменьшенный, а в Галичине еще некоторая примесь поляков.

Жидов в сёлах тем или иным способом ликвидировали, что в некоторых сёлах приняло достаточно „праздничные“ формы (собирали, например, жидов вместе, говорили им нести по всему сему транспаранты с надписями типа: „Мы были вашими угнетателями“, „Мы шпионы, требуем наказать нас“, и т. п.). Внешний характер сёл и городов чисто украинский. Сегодня везде в сёлах и городах развеваются украинский и немецкий флаги».
Приветствовал создании, и впоследствии вступил в дивизию СС «Галичина», оберштурмфюрер дивизии СС «Галиция». С приближением Красной армии перебрался в Байройт, где учительствовал и издавал журналы «Горизонт», «Гром», напечатал «Молитву УСС». Позже поселился в Новом Ульме. Здесь он тоже продолжал издательское дело. В 1950-х редактировал номер «Вестника прессовой квартиры УСС». Тогда же, за несколько лет до смерти, написал автобиографическое произведение «Моё жизнеописание». Умер в 1960, похоронен на кладбище немецкого города Ной-Ульм.

## Память
В современной Украине его именем названа улица в Рогатине, а в доме, где он жил, устроен в его честь мемориальный музей-усадьба.

## Публикации
Сборник стихов «Опыты» (1905), рассказы «Из жизни гимназистов» (1907, 1928), пьесы «Красный пример направил» (1903), «София Галечко» (1924 и 1943), «Рыцари железной остроги» (1938), «Очерк истории УСС» (1924).